# أرمورد كور: فيردكت داي
أرمورد كور: فيردكت داي، هي لعبة أكشن تم تطويرها بواسطة فروم سوفتوير وتم نشرها في جميع أنحاء العالم في سبتمبر 2013 بواسطة نامكو بانداي جيمز لأجهزة بلاي ستيشن 3 وإكس بوكس 360.

## روابط خارجية
- الموقع الرسمي
- Armored Core: Verdict Day at MobyGames